# Schlacht bei Rapperath
Die Schlacht bei Rapperath war eine Auseinandersetzung im Oktober 1809 im Hunsrückdorf Rapperath im Landkreis Bernkastel-Wittlich und im Ortsbezirk des verbandsfreien Dorfes Morbach. Ausgetragen wurde sie von jungen Männern aus der näheren Umgebung von Mosel und Hunsrück mit der „Companie de la garde de Prefeckt“ des Saardepartements und zwei „Gendarmen mit offenem Säbel“.

## Geschichte
Im Kanton Bernkastel und Kanton Rhaunen wurde wie im gesamten Saardepartement im September 1809 begonnen, alle jungen nicht verheirateten Männer von 20 bis 40 Jahren als Rekruten für das napoleonische Heer einzuziehen. Dies führte zu lokalen Unruhen, die von der französischen Regierung mit harten Maßnahmen wie Galeerenstrafe und Todesurteilen geahndet wurden.

### Der Aufruhr in Rapperath
Die jungen Männer widersetzten sich den Aushubs- und Musterungsmaßnahmen und die durchführenden Beamten wurden dabei so bedrängt, dass sie die Flucht ergreifen mussten. So wurde die Rekrutierung vorerst vereitelt. Am 10. Oktober 1809 wurde abends in Zeltingen bei fürchterlichem Lärm durch fremde junge Leute bekannt, dass in der Gegend von Rhaunen bis Morbach junge militärdienstfähige Leute direkt in ihren Wohnungen ausgehoben würden, wenn ihnen nicht durch benachbarte Jugend aus der Gegend Hilfe geleistet würde. Diese Nachricht verbreitete sich umgehend in Bernkastel, Graach und die Mosel herab von Zeltingen bis Wolf. Die Jungen sprachen daraufhin dem Alkohol stark zu und die Nacht wurde bei Schnaps durchgezecht. Am 11. Oktober morgens wurden alle zusammengerufen, was die „Obrigkeiten“ in Schrecken versetzte. Zum Teil mit Gewehren bewaffnet wurde in Richtung Bernkastel abmarschiert. Die Mannschaft aus Graach und Bernkastel war schon des Nachts gegen 2 Uhr in Richtung Morbach abgezogen. Morgens gegen 8 Uhr kam der Rest der Mannschaft auf dem Berg in Morbach an. Hier wurde berichtet, das bereits einige jungen Leute von der Mosel, die denen auf dem Hunsrück zur Hilfe eilen wollten, in den Arrest nach Morbach gebracht worden waren. Um diesem Schicksal zu entgehen, brach man auf nach Rapperath. Hier verpflegte man sich zuerst gegen Bezahlung, als aber verschiedene jungen Leute sich wieder einen Rausch angetrunken hatten, versetzte man die Bewohner des Ortes in Angst und Schrecken, drang in die Häuser ein und nahm sich was man brauchte. Auch die kupferne Armendose wurde gestohlen. Die Bauern läuteten daraufhin die Sturmglocke, um nach Hilfe zu rufen. Aus Gutenthal kamen schnell zwei Gendarmen mit offenem Säbel samt der Companie de la garde de Prefeckt, die gerade in der Gegend unterwegs waren, den Bauern zu Hilfe. Daraufhin verließen die jungen Leute schnell den Orth Rapperath, um sich zu retten, aber so mancher wurde noch von den Gendarmen ergriffen. Die sich der Festnahme entziehen konnten, kamen in Bernkastel wieder zusammen. Hier mietete man ein Fahrzeug und fuhr damit nach Zeltingen, wobei Flinten- und Pistolenschüsse abgefeuert und gesungen wurde.

### Urteile gegen die Aufständischen
Die Untersuchung zu den Vorgängen der Rebellion erfolgte in Trier, zur näheren Untersuchung wurde der Friedensrichter in Bernkastel beauftragt. Dieser hatte bereits am 12. November 1809 zwölf Rebellen aus Zeltingen nach Trier in den Arrest gebracht. Nach Ablauf eines Monats wurden mehrere bereits wieder „provisorisch“ entlassen. Diejenigen aber, die bei den Vorfällen bewaffnet waren oder sich als Anführer hervorgetan hatten, wurden noch festgehalten. Einige wurden aufgrund von weiteren Verhörergebnissen auch wieder in Haft genommen.
Zwei jungen Männern aus Zeltingen und Bernkastel wurde dann der Prozess gemacht und sie wurden erschossen. Ein weiterer Zeltinger, der die kupferne Dose des Armenrechners gestohlen haben sollte, wurde auf Lebenslang zur Galeerenstrafe in Antwerpen verurteilt, verstarb dort aber bereits nach einem Jahr. Weitere Todesurteile wurden ausgesprochen für einen Mann aus Malborn, aus auf der Ley bei Birkenfeld, aus Hinzerath und aus Gonzerath. Zwölfjährige Eisenstrafen wurden noch verhängt gegen zwei Männer aus Zeltingen, zu achtjähriger Eisenstrafe gegen drei Männer aus Morbach, einem aus Morscheid und einen aus Hundheim.
Wegen „Rebellion und aufrührischer Versammlung im Kanton Bernkastel“ wurden am 13. November 1809 63 Personen in das Untersuchungsgefängnis nach Trier gebracht. Darunter auch zur Fahndung ausgeschriebene junge Männer aus Graach, deren hohe Anzahl von Widerständlern ins Auge fällt. Sie sind jedoch alle nach dreimonatiger Untersuchungshaft wieder nach Hause geschickt worden. Die nach Ortschaften gegliederte Liste aus dem Kanton Bernkastel gibt einen kurzen Überblick über die Personenanzahl der Arrestierungen pro Gemeinde:
- Gonzerath 4
- Monzelfeld 4
- Veldenz 3
- Burgen 2
- Mülheim 2
- Bernkastel 4
- Graach 14
- Wehlen 1
- Zeltingen 6
- Rachtig 4
- Ürzig 1
- Lösnich 6
- Erden 6
- Wolf 4

Im gesamten Saardepartement wurden etwa 300 Männer festgenommen, von denen 49 verurteilt wurden. Am 22. Januar 1810 wurden drakonische Strafen verkündet:
- 16 Todesurteile
- 9 Verurteilungen zu 12 Jahren Eisenstrafe
- 19 Verurteilungen zu 8 Jahren Eisenstrafe
- 11 Verurteilungen zu vier Monaten Gefängnis
- 2 Freisprüche

Am 26. Januar 1810 meldete der Trierer Präfekt nach Paris, dass die Todesurteile in Trier, Prüm und Birkenfeld durch Erschießen vollstreckt worden seien.

### Die Perspektiven als Soldat der Grand Armée

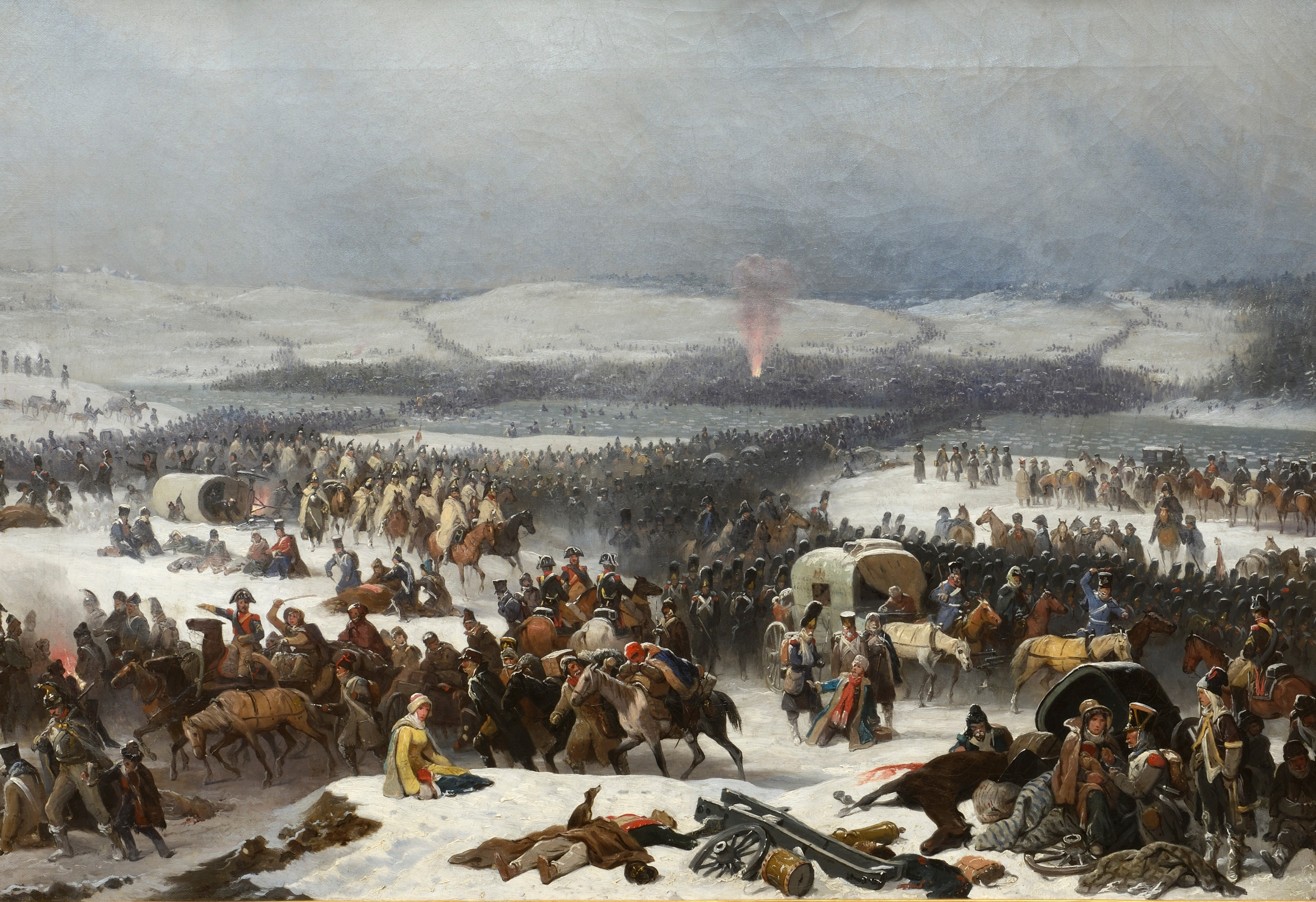
Überquerung der Beresina beim Rückzug Napoleons aus Russland, 1812

Den Rekrutierungen junger Männer in die Grand Armée folgte der Einsatz auf den Kriegsschauplätzen Napoleons. Am Beispiel des Russlandfeldzugs 1812 wird deutlich, dass der Einsatz in der französischen Armée mit einem hohen Überlebensrisiko verbunden war. Bemerkenswert ist, dass beim großen Russlandfeldzug 1812 von an die 600.000 Soldaten, die am 24. Juni 1812 die Memel in Richtung Moskau überquerten, nicht einmal die Hälfte Franzosen waren. Den größten Anteil stellten die Deutschen, dann noch Italiener, Spanier, Kroaten, Portugiesen und Polen. Als Napoleon nach vielen erbitterten Kampfhandlungen und unsäglichen Strapazen im August 1812 in Moskau einmarschierte, war sein Heer bereits auf 100.000 noch kampffähiger Soldaten geschrumpft mit zusätzlich noch 25.000 Verwundeten. Am 19. Oktober schlossen sie den Rückzug aus Moskau ab und es sollte in Richtung Heimat gehen. Am 6. November erreichte das Heer bei frostigen Temperaturen unter Null das Ostufer der Beresina. Die Armee war weiter geschrumpft auf 50.000 noch kampffähiger Soldaten und 4.000 Nachzügler. Sie überquerten die Beresina bei laufenden Verwicklungen in Kampfhandlungen mit russischen Posten schließlich mit noch 40.000 Mann. Mit an die 600.000 Mann war er in Russland eingezogen und weniger als 10 Prozent kehrten zurück und sahen ihre Heimat wieder.